# 内田祐介
内田 祐介（うちだ ゆうすけ、1985年4月2日 - ）は、日本の俳優。
千葉県八千代市出身。かつて劇団ひまわりに所属していた。

## 主な出演
- 3年B組金八先生第5,6シリーズ　(1999年 - 2002年、TBS）- 市村篤
- 大河ドラマ (NHK)
  - 利家とまつ〜加賀百万石物語〜（2002年）
- WATER BOYS2（2004年、フジテレビ) - 静岡姫乃高生徒・内村